# جیمز فارگو
جیمز فارگو (انگلیسی: James Fargo؛ زادهٔ ۱۴ اوت ۱۹۳۸) کارگردان، فیلم‌نامه‌نویس و تهیه‌کننده اهل ایالات متحده آمریکا است. وی از سال ۱۹۶۹ میلادی تاکنون مشغول فعالیت بوده‌است.